# Oroville East
Oroville East és una concentració de població designada pel cens dels Estats Units a l'estat de Califòrnia. Segons el cens del 2009 tenia 9.404 habitants.

## Demografia
Segons el cens del 2000, Oroville East tenia 8.680 habitants, 3.709 habitatges, i 2.618 famílies. La densitat de població era de 162 habitants/km².
Dels 3.709 habitatges en un 21,5% hi vivien nens de menys de 18 anys, en un 59,3% hi vivien parelles casades, en un 8% dones solteres, i en un 29,4% no eren unitats familiars. En el 24,8% dels habitatges hi vivien persones soles el 15% de les quals corresponia a persones de 65 anys o més que vivien soles. El nombre mitjà de persones vivint en cada habitatge era de 2,34 i el nombre mitjà de persones que vivien en cada família era de 2,75.
Per edats la població es repartia de la següent manera: un 20,1% tenia menys de 18 anys, un 4,9% entre 18 i 24, un 19% entre 25 i 44, un 28% de 45 a 60 i un 27,9% 65 anys o més.
L'edat mediana era de 49 anys. Per cada 100 dones de 18 o més anys hi havia 90,3 homes.
La renda mediana per habitatge era de 41.195 $ i la renda mediana per família de 46.543 $. Els homes tenien una renda mediana de 36.009 $ mentre que les dones 25.214 $. La renda per capita de la població era de 21.508 $. Entorn del 4,6% de les famílies i el 8,2% de la població estaven per davall del llindar de pobresa.

## Poblacions més properes
El següent diagrama mostra les poblacions més properes.